# Skawce
Skawce ist eine Ortschaft mit einem Schulzenamt der Gemeinde Mucharz im Powiat Wadowicki der Woiwodschaft Kleinpolen in Polen.

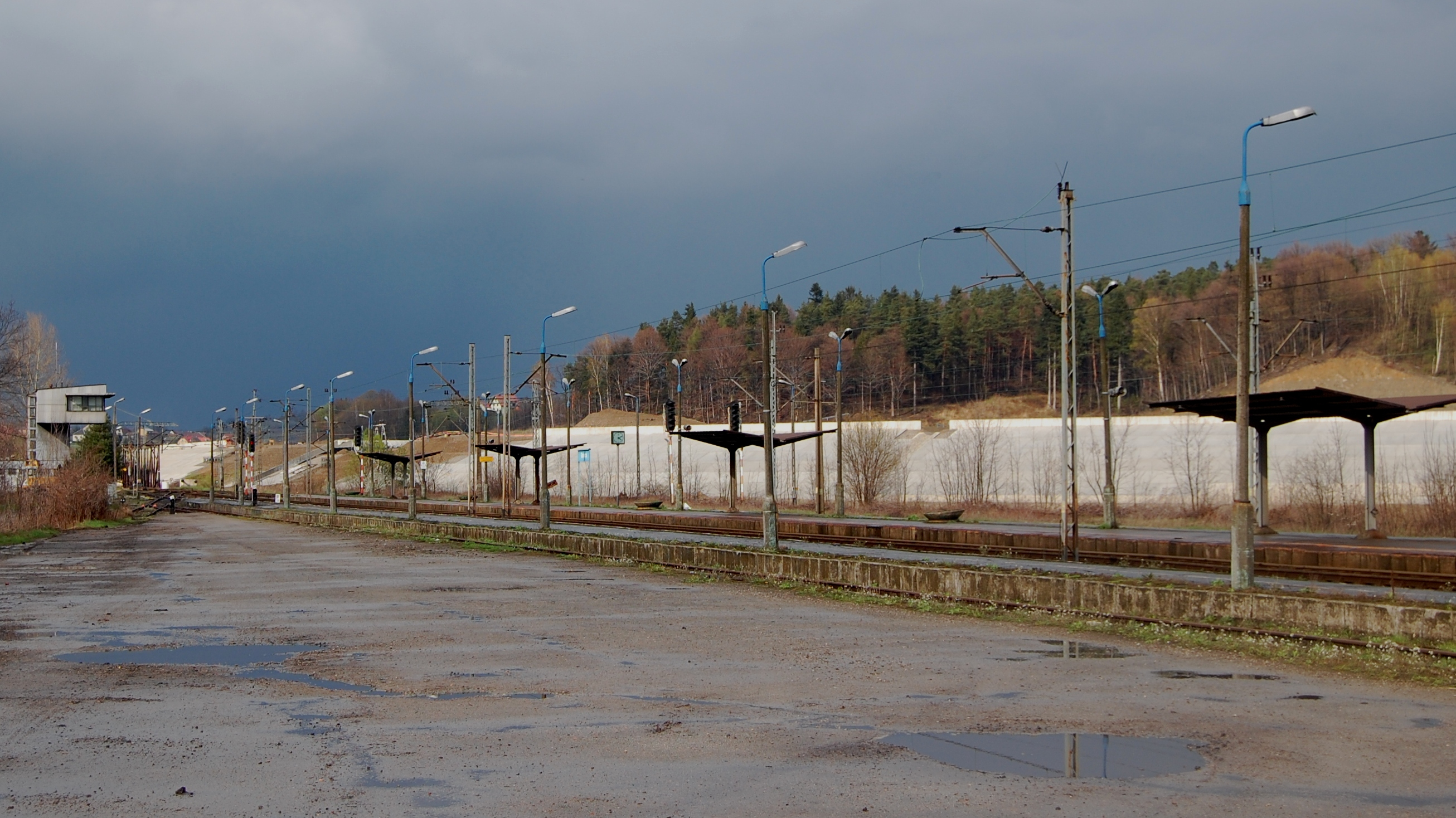
Ehemaliger Bahnhof

## Geographie
Der Ort liegt am linken Ufer des Flusses Skawa bzw. des Stausees in Świnna Poręba, unter den Kleinen Beskiden. Die Nachbarorte sind Mucharz im Nordwesten, Dąbrówka im Nordosten, Zembrzyce im Südosten, Tarnawa Dolna im Süden, sowie Śleszowice im Westen. Durch Skawce verläuft die Staatsstraße DK 28, die Zator durch Nowy Sącz mit Przemyśl verbindet. Der Bahnhof Skawce lag an der Bahnstrecke Skawina–Żywiec, die 2014 wegen des Talsperrenbaus an das gegenüberliegende, östliche Ufer des künftigen Stausees verlegt wurde, und war Endpunkt der schon 1988/1992 aus selbigem Grund auf ihrem letzten Abschnitt ab Wadowice eingestellten Bahnstrecke Trzebinia–Skawce.

## Geschichte
Der Ort könnte am frühesten von Żegota von Benkowicz nach dem Jahr 1333 gegründet worden sein, wurde aber erst im Jahr 1422 (es gibt auch ein gefälschtes Dokument angeblich aus dem Jahr 1389) als das Dorf Skawcze im Besitz des Kollegiatstifts in Kleparz bei Krakau (jetzt Floriansbasilika) erstmals urkundlich erwähnt. Jan Długosz (1470–1480) notierte Skawcze, villa sub parochia de Zakrzow sita. Der Name ist topografisch oder ethnisch abgeleitet vom Flussnamen Skawa.
Politisch gehörte das Dorf ursprünglich zum Herzogtum Auschwitz, dies bestand ab 1315 in der Zeit des polnischen Partikularismus. Seit 1327 bestand die Lehnsherrschaft des Königreichs Böhmen. Seit 1445 gehörte es zum Herzogtum Zator, dieses wurde im Jahr 1494 an den polnischen König verkauft. Anschließend wurde das Herzogtum Auschwitz-Zator im Jahr 1564 völlig dem Königreich Polen angeschlossen, als Kreis Schlesien der Woiwodschaft Krakau, ab 1569 in der polnisch-litauischen Adelsrepublik.
In der Mitte des 16. Jahrhunderts wurde es unrechtmäßig von Jan Komorowski, dem Besitzer des Landes Saybusch, aneignet. Er musste 1563 das Dorf der Starostei von Barwałd zurückkehren.
Bei der Ersten Teilung Polens kam Skawce 1772 zum neuen Königreich Galizien und Lodomerien des habsburgischen Kaiserreichs (ab 1804). Ab 1782 gehörte es dem Myslenicer Kreis (1819 mit dem Sitz in Wadowice). Nach der Aufhebung der Patrimonialherrschaften bildete es nach 1850 eine Gemeinde im Gerichtsbezirk Wadowice im Bezirk Wadowice.
1918, nach dem Ende des Ersten Weltkriegs und dem Zusammenbruch der k.u.k. Monarchie, kam Skawce zu Polen. Unterbrochen wurde dies nur durch die Besetzung Polens durch die Wehrmacht im Zweiten Weltkrieg. Es gehörte dann zum Landkreis Bielitz im Regierungsbezirk Kattowitz in der Provinz Schlesien (seit 1941 Provinz Oberschlesien).
Von 1975 bis 1998 gehörte Skawce zur Woiwodschaft Bielsko-Biała.
2017 wurde der Stausee an der Skawa geflutet.